# Lac aux Araignées
Lac aux Araignées är en sjö i Kanada.   Den ligger i regionen Estrie och provinsen Québec, i den sydöstra delen av landet, 400 km öster om huvudstaden Ottawa. Lac aux Araignées ligger 404 meter över havet. Arean är 8,6 kvadratkilometer. Den sträcker sig 3,4 kilometer i nord-sydlig riktning, och 6,1 kilometer i öst-västlig riktning.
I omgivningarna runt Lac aux Araignées växer i huvudsak blandskog. Runt Lac aux Araignées är det mycket glesbefolkat, med 3 invånare per kvadratkilometer.